# Tossa de Queralt
La Tossa de Queralt és una muntanya de 351 metres que es troba al municipi de Freginals, a la comarca catalana del Montsià.